# Cedar (gebouw)
Cedar (Engels voor ceder) is een grootschalig kantoorgebouw gelegen aan de Bijlmerdreef, grenzend aan winkelcentrum Amsterdamse Poort in Amsterdam-Zuidoost. Het is op 7 januari 2020 officieel geopend als hoofdkantoor van ING Groep. Het maakt deel uit van 'Cumulus Park', een innovatiedistrict opgericht door ING waar ook bestaande kantoorgebouwen als ING Financial Plaza en ING Treasury Center zich bevinden.
Het gebouw is ontworpen door Benthem Crouwel Architecten en HofmanDujardin en staat op de plek waar vroeger kantoorgebouw Frankemaheerd stond, dat voor dit gebouw plaats heeft moeten maken. Het gebouw is over het Abcouderpad heen gebouwd. ING is naar dit gebouw verhuisd vanuit hun oude hoofdkantoor aan het Bijlmerplein twee straten verderop. Met het nieuwe gebouw wil de bank Het Nieuwe Werken, duurzaamheid, flexibiliteit en ontmoeting introduceren aan 2800 werknemers en hun klanten. Een kleiner gebouw zou bovendien goed zijn voor het imago voor de bank, met meer transparantie, een menselijke maat en minder grote anonieme pompeuze kantoorgebouwen. Hierdoor moet de bank meer gaan lijken op een hightechbedrijf dan een bank.
Architectenbureau HofmanDuardin is verantwoordelijk geweest voor de inrichting van het gebouw. De publiek toegankelijke kantoortuin die het hart moet gaan vormen van Cumulus Park is van de hand Karres en Brands Landschapsarchitecten, die ook verantwoordelijk waren voor het ontwerp van de gedeeltelijk vernieuwde Bijlmerdreef en ook de al eerder aangelegde aansluitende openbare ruimte van Amsterdamse Poort en Johan Cruijffboulevard. Het paviljoen in de kantoortuin met restaurantfunctie is ontworpen door Powerhouse Company.